# Die Wasserprinzessin
Die Wasserprinzessin (Originaltitel: Dangerous When Wet) ist eine US-amerikanische Musicalkomödie aus dem Jahr 1953 von Charles Walters mit Esther Williams und Fernando Lamas in den Hauptrollen.

## Handlung
Auf ihrer kleinen Milchfarm in Arkansas beginnt die gesundheitsbewusste Familie Higgins jeden Tag mit einem kräftigen Bad im See. Als Windy Webbe, der Promoter eines Gesundheitstonikums namens „Liquapep“, mit einer Wandershow in die Stadt kommt, nimmt die Familie daran teil. Die älteste Tochter Katy wehrt Windys Avancen ab, während ihre Schwester Suzie für die Menge singt. An diesem Abend kommt Windy vorbei, um Suzie einen Preis für ihre Darbietung zu überreichen, und setzt seine Versuche fort, der gleichgültigen Katy den Hof zu machen. Als Windy erfährt, dass die ganze Familie im Vorjahr den 23 Kilometer langen Winapoochet River durchschwommen hat, wittert er eine Werbechance und versucht, die Familie zu überzeugen, an einem Wettbewerb zur Durchschwimmung des Ärmelkanals teilzunehmen, bei dem „Liquapep“ als Sponsor auftritt. In der Hoffnung, genug Geld zu gewinnen, um einen Preisbullen für ihre Farm zu kaufen, willigt Katy ein, und „Die Familie Liquapep“ reist nach England.
Als sie von Dover aus über den Kanal blicken, ist die Familie bestürzt, als sie erfährt, dass die tatsächliche Schwimmstrecke, die Strömung berücksichtigend, nicht die erwarteten zwanzig Meilen, sondern mindestens dreißig Meilen beträgt. Eines Tages, während sie für das Rennen trainiert, wird Katy durch dichten Nebel von Windys Boot getrennt und schwimmt stattdessen zu einem Ruderboot, das von dem flotten Franzosen André Lanet bemannt ist. Während André Katy zu seiner Yacht rudert, nimmt Windy die temperamentvolle französische Schwimmerin Gigi Mignon mit, die sich sofort in ihn verliebt. André erzählt Katy, dass er für die Champagnerfirma seiner Familie arbeitet und deren Produkte zweimal pro Woche über den Kanal transportiert. Er überredet Katy, an diesem Abend mit ihm zu Abend zu essen, und verspricht, ihr mehr über den Kanal zu erzählen. Am nächsten Tag treffen sich Katy und Windy mit André auf seiner Yacht zum Mittagessen. Während der seekranke Windy unter Deck bleibt, gesteht André seine Gefühle für Katy und sie küssen sich. Da Katy jedoch das Bedürfnis verspürt, mehr Zeit für ihr Training aufzuwenden, besteht sie darauf, dass sie sich nicht mehr sehen.
Einige Tage später reist die Familie Higgins weiter nach Frankreich. Die Kanaldurchquerung wird wegen schlechten Wetters verschoben und Windy teilt der Familie mit, dass nur Katy teilnehmen darf. Mr. Higgins nimmt die Nachricht übel auf, und als Katy versucht, ihn zu trösten, gesteht er, dass er sich hoch verschuldet hat, um die Verbesserungen an der Farm zu bezahlen. In dieser Nacht träumt die gequälte Katy, dass sie den Kanal mit den Zeichentrickfiguren Tom und Jerry durchschwimmt, sowie mit einem französischen Oktopus, der versucht, sie davon abzuhalten, die Durchquerung zu beenden. Am Morgen überredet Mrs. Higgins Katy, sich den Tag frei zu nehmen, und sie besucht André auf seinem Anwesen, wo sie angetrunken das „Liquapep“ probiert. Am Abend kommt die Nachricht, dass die Kanaldurchquerung am nächsten Morgen beginnen wird.
Eine angeschlagene Katy beginnt die Durchquerung in der Dunkelheit vor der Morgendämmerung, während ihre Mutter und ihre Schwestern ihr in Andrés Boot folgen. Nach vierzehn Stunden Schwimmen wird Gigi zu schwach, um weiterzumachen, trotz Katys Ermutigung. Schlechtes Wetter und raues Wasser machen den verbleibenden Schwimmern zu schaffen, aber Katy hält durch. André springt ins Wasser und schwimmt die letzte qualvolle Meile mit ihr. Katy beendet das Rennen und heiratet André, Gigi wird das neue „Liquapep“-Mädchen.

## Hintergrund
Gedreht wurde der Film von Anfang August bis Mitte Oktober 1952. Teile des Films wurden vor Ort in Cabrillo Beach bei San Pedro (Los Angeles) gedreht.
In einer Pressemeldung vom 2. Mai 1951 wurde angekündigt, dass Debbie Reynolds und Carleton Carpenter die Hauptrollen in dem Film spielen würden. Laut einem Presseartikel vom 4. August 1952 waren ursprünglich George Murphy und Una Merkel als Mr. und Mrs. Higgins sowie James Whitmore als Windy Weebe besetzt. In weiteren Artikeln wurde u. a. der amtierende Olympiasieger im Kugelstoßen Parry O’Brien zur Besetzung gezählt.
Cedric Gibbons und Jack Martin Smith oblag die künstlerische Leitung. Emile Kuri und Edwin B. Willis waren für das Szenenbild zuständig, Helen Rose für die Kostüme, William Tuttle und John Truwe für das Maskenbild. Verantwortlicher Toningenieur war Douglas Shearer, Irving G. Ries schuf die Spezialeffekte. Fred J. Koenekamp assistierte mit der Unterwasser-Kamera. Skip Martin leitete das Orchester.
Die Animationsszenen wurden von Joseph Barbera und William Hanna produziert. Friz Freleng führte Regie, Albert Band war Produktions-Assistent.
Die im Film gespielten Songs I Got Out of Bed on the Right Side, I Like Men, In My Wildest Dreams und Ain't Nature Grand stammten von Arthur Schwartz und Johnny Mercer.

## Synchronisation
Die deutsche Synchronfassung entstand im Auftrag des MGM-Synchronisationsateliers Berlin.
| Rolle         | Schauspieler        | Deutscher Synchronsprecher |
| ------------- | ------------------- | -------------------------- |
| Katy Higgins  | Esther Williams     | Dagmar Altrichter          |
| André Lanet   | Fernando Lamas      | Klaus Miedel               |
| Windy Weebe   | Jack Carson         | Wilfried Seyferth          |
| Mrs. Higgins  | Charlotte Greenwood | Roma Bahn                  |
| Mr. Higgins   | William Demarest    | Bruno Hübner               |
| Suzie Higgins | Barbara Whiting     | Marianne Prenzel           |
| Stuart Frye   | Jack Raine          | Wolf Martini               |
| Old Salt      | Tudor Owen          | Franz Weber                |
| Reporter      | Paul Power          | Siegfried Schürenberg      |

Anmerkung: Die kursiv geschriebenen Namen sind Rollen und Darsteller, die nicht im Abspann erwähnt wurden.

## Veröffentlichung
Die Premiere des Films fand am 18. Juni 1953 in New York statt. In der Bundesrepublik Deutschland kam er am 6. April 1954 in die Kinos, in Österreich im Mai 1954.

## Kritiken
Der Filmkritiken-Aggregator Rotten Tomatoes hat in einer Auswertung von über 100 User-Kritiken ein Publikumsergebnis von 57 Prozent positiver Bewertungen ermittelt.
Bosley Crowther von der The New York Times befand, der lustige Film lasse einen nicht nur ziemlich oft im Wasser landen, sondern biete einem auch recht nette Gesellschaft, mit der man auf trockenem Boden herumalbern kann. Es sei nichts Besonderes oder Spektakuläres an dem Film, aber es sei entspannende Unterhaltung in dieser trägen Jahreszeit. Die Tom-und-Jerry-Sequenz sei herausragend.
Die Variety beschrieb den Film als leichte Mischung aus Melodien, Komödie, Wasserballett und Esther Williams im Badeanzug.
Das Lexikon des internationalen Films schrieb: „Amüsante Komödie als Plattform für den Schwimmstar Esther Williams und ihren späteren Ehemann Fernando Lamas. Den Glanzpunkt des Films stellt eine geträumte Unterwasser-Einlage dar, in der auf reizvolle Weise die Zeichentrick-Figuren "Tom & Jerry" assistieren.“
Die Filmzeitschrift Cinema befand: „Eines der besten Musicals mit Esther Williams.“